# Boucekiidae
Boucekiidae (лат.) — семейство паразитических наездников из надсемейства Chalcidoidea (или триба Boucekiini в Pteromalidae) отряда перепончатокрылые насекомые. 2 рода.

## Описание
Антенны с 8 члениками жгутиками, включая один анеллус и неразделённую булаву. Глаза вентрально расходятся. Клипеус без поперечной субапикальной бороздки. Лабрум скрыт за наличником. Мандибулы с вентральным зубцом и крупным дорсальным усечением. Среднеспинка с френумом, отделённой полной френальной бороздкой, и с аксиллярной бороздой. Мезоплевральная область без расширенного акроплеврона; мезепимерон не выступает за передний край метаплеврона. Все ноги с 5 тарзомерами; шпоры передних голеней длинные и изогнутые, базитарзальный гребень продольный. Бёдра задних ног с вентральной лопастью или субапикальными зубцами. Метасома с эпипигием или с синтергумом (Chalcidiscelis).

## Систематика
2 рода. Группа впервые была выделена в 2003 году как триба Boucekiini в составе подсемейства Cleonyminae. В 2022 году в ходе реклассификации птеромалид это крупнейшее семейство хальцидоидных наездников было разделено на 24 семейства и триба Boucekiini выделена в отдельное семейство Boucekiidae. Название таксона происходит от типового рода Boucekius, названного в честь крупного британского гименоптеролога чешского происхождения Зденека Боучека (Zdenĕk Bouček, 1924—2011).
- Boucekius Gibson, 2003
  - Boucekius primevus Gibson, 2003 — Южная Америка
- Chalcidiscelis Ashmead, 1899
  - Chalcidiscelis koebelei Ashmead, 1899 — Австралия